# Advocat

Advocat (Anglaterra,)

Un advocat, lletrat o misser és aquella persona graduada o llicenciada en dret que, després de superar un màster de formació especialitzada, ha superat amb èxit l'examen d'accés a l'advocacia del Ministeri de Justícia i s'ha inscrit en un Col·legi d'Advocats com a exercent i es dedica professionalment a l'assessorament i consell en matèria legal així com a la direcció i defensa de les parts en judici en tota classe de procediments administratius i judicials davant les administracions públiques i els jutjats i tribunals de justícia.
Els advocats són els principals cooperadors o agents que intervenen en l'administració de justícia.
L'advocat, en ser un professional específicament preparat i especialitzat en qüestions jurídiques, és l'única persona que pot oferir un enfocament adequat del problema que té el ciutadà o 'justiciable'. Cal destacar que a més de la seva intervenció en judici, una funció bàsica i principal de l'advocat és la preventiva.
Amb assessorament, una correcta redacció dels contractes i documents, etc., s'eviten conflictes, de forma que l'advocat, més que per als plets o judicis, serveix per a no arribar a ells.
D'altres col·lectius professionals presten serveis propers als dels advocats, i es tracta de professionals altament qualificats, però especialitzats en l'assessorament o la gestió de qüestions o en matèries molt concretes. L'únic professional habilitat per al tràmit complet d'una qüestió judicial és l'advocat.
A través dels Col·legis d'Advocats o dels organismes pertinents (segons els països) existeixen serveis d'assistència jurídica gratuïta per als ciutadans que no disposen de mitjans econòmics.
L'actuació professional de l'advocat es fonamenta en els principis de llibertat i independència. El principi de bona fe presideix les relacions entre el client i l'advocat, que està subjecte al secret professional.

## Història
A Catalunya la complexitat dels corpus jurídics afavorí que les institucions públiques es dotessin dels primers serveis jurídics ja en plena edat mitjana: la ciutat de Barcelona, per exemple, tenia ja dos advocats de la ciutat el 1350, i el 1413 la Diputació del General de Catalunya es dotava del seu primer advocat del general. Fins i tot es té constància dels primers advocats d'ofici a Barcelona: l'advocat dels pobres defensava aquelles persones que no podien costejar-se'n un.
Durant la baixa edat mitjana els advocats de l'àmbit catalano-aragonès formaven part del mateix grup social urbà que els artistes, i no fou fins al segle xv que foren considerats ciutadans honrats. Les primeres entitats corporatives de l'ofici foren els col·legis de jurisperits, que es codificaren el 1328. A Mallorca, els advocats conformaven un sol col·legi amb els procuradors (però separat del col·legi de notaris de sant Tomàs), que va ser restaurat el 1617 i tenia per patró sant Iu, venerat a l'església del Carme.
El segle xviii es modernitzaren en consonància amb els temps il·lustrats fent que el 1762 a València aparegués el primer Col·legi d'Advocats de València; o a Barcelona la primera Acadèmia de Jurisprudència el 1777. El 1832 va néixer el Col·legi d'Advocats de Barcelona, que encara avui associa tots els llicenciats en dret que treballen a la ciutat i els seus voltants. El 1895 va començar a publicar la Revista Jurídica de Cataluña, i des del 1983 publica també El món jurídic.